# Тиша
Тиша — водоток в России, протекает по Вожегодскому и Харовскому районам Вологодской области. Устье реки находится в 0,3 км от устья Яхреньги по левому берегу. Длина Тиши составляет 12 км. В 2 км от устья справа в Тишу впадает Ерза
Населённых пунктов по берегам Тишы и Ерзы нет.

## Данные водного реестра
По данным государственного водного реестра России в Яхреньгу слева впадает пятикилометровая река Ерза, а десятикилометровый ручей Тиша является левым притоком Ерзы, впадающим в Тишу слева в 2 км от устья. Однако, эти данные не подтверждаются картами, где после слияния река называется Тишей.
По данным государственного водного реестра России и Тиша и Ерза относятся к Двинско-Печорскому бассейновому округу, водохозяйственный участок — озеро Кубенское и река Сухона от истока до Кубенского гидроузла, речной подбассейн — Сухона. Речной бассейн — Северная Двина.
Код объекта в государственном водном реестре — 03020100112103000005938.